# Miklós Szabó (długodystansowiec)
Miklós Szabó (ur. 22 grudnia 1928 w Kecskemécie, zm. 29 czerwca 2022 w Budapeszcie) – węgierski lekkoatleta długodystansowiec, dwukrotny olimpijczyk.
Zajął 4. miejsce w biegu na 5000 metrów na igrzyskach olimpijskich w 1956 w Melbourne. Zwyciężył na tym dystansie na Światowym Festiwalu Młodzieży i Studentów w 1957 w Moskwie. Zajął 10. miejsce w biegu na 5000 metrów na mistrzostwach Europy w 1958 w Sztokholmie.
Odpadł w eliminacjach biegu na 5000 metrów na igrzyskach olimpijskich w 1960 w Rzymie. Na mistrzostwach Europy w 1962 w Belgradzie zajął 22. miejsce w biegu na 10 000 metrów.
Szabó był mistrzem Węgier w biegu na 5000 metrów w 1956 oraz w biegu na 10 000 metrów w 1957 i 61, a także w biegu przełajowym na krótkim dystansie w 1957 i na długim dystansie w 1960 i 1961.

## Rekordy życiowe
Rekordy życiowe Szabó:
- bieg na 1500 metrów – 3:46,0 (22 października 1955, Budapeszt)
- bieg na 3000 metrów – 8:03,6 (27 października 1957, Budapeszt)
- bieg na 5000 metrów – 13:51,8 (4 sierpnia 1957, Moskwa)
- bieg na 10 000 metrów – 28:55,4 (25 września 1960, Sztokholm)